# LGBT práva v Chorvatsku

Duhová mapa Chorvatska

Práva leseb, gayů, bisexuálů a transsexuálů (LGBT) v Chorvatsku zažívají v poslední době vzrůst, i tak se ale LGBT Chorvati můžou setkávat s některými obtížemi, se kterými se heterosexuální obyvatelé nepotýkají. Mužská i ženská stejnopohlavní sexuální aktivita je zde legální od r. 1977. Podle zprávy Mezinárodní LGBTI asociace (ILGA) z r. 2014 se Chorvatsko v otázce LGBT práv zařazuje na 12. místo ze 49 pozorovaných zemí. Chorvatsko rovněž patří mezi jednu z 11 členských zemí, které mají velmi rozsáhlou anti-diskriminační legislativu.
Po uzákonění registrovaného partnerství v r. 2014 mají homosexuální páry zcela stejná práva jako heterosexuální, kromě adopčních. Nicméně existují zákony umožňující jakousi soft-verzi osvojení dítěte svého registrovaného partnera v podobě poručenství. Chorvatsko rovněž jako první uznalo neregistrované soužití stejnopohlavních párů žijících ve společné domácnosti r. 2003 a jeho legislativa zakazuje veškerou anti-gay diskriminaci. V r. 2013 se tu konalo referendum o změně Ústavy, které mělo za následek ústavní definici manželství coby trvalého svazku muže a ženy, čímž je momentálně nemožné uzákonit stejnopohlavní manželství.
LGBT práva mají v politice podporu levicových, středolevicových a zelených stran. Naopak mezi jejich odpůrce patří pravicové strany, středopravicové strany a některé nevládní organizace, např. „Ve jménu rodiny“ a římskokatolická církev.
V r. 2015 Mezinárodní LGBTI asociace (ILGA) zařadila Chorvatsko v rámci svého výzkumu situace LGBT práv ve 49 evropských zemích jako páté, což lze chápat jako výrazný postup, neboť mu v předchozím roce připadlo dvanácté místo. Země nadále také patří mezi 11 členských států výrazně se angažujících v boji proti násilí a diskriminaci LGBT menšiny v rámci OSN.

## Historie

### Před 20. stoletím
Neexistují žádné zprávy o postoji Chorvatského království existujícího v letech 925–1102 až do vstupu do personální unie s Uherskem k homosexualitě. Ani pozdější trestní zákoník přijatý 27. května 1852 v Chorvatském království v době, kdy bylo součástí Rakouska-Uherska, nenahlížel na homosexualitu přímo jako trestný čin. Nicméně po vzniku autonomního území Chorvatsko-slavonského království byl předložen návrh novely trestního zákoníku trestající mužskou homosexualitu až 5 lety vězení, nikdy ale neprošel.

### 2. světová válka
Ani během 2. světové války, doby kdy se mnoho homosexuálů stalo oběťmi nacismu, nepřijala fašistická vláda Nezávislého státu Chorvatsko žádnou anti-gay legislativu. Nicméně jsou známy případy poprav komunistických jugoslávských partyzánů provedených po odhalení jejich homosexuality.

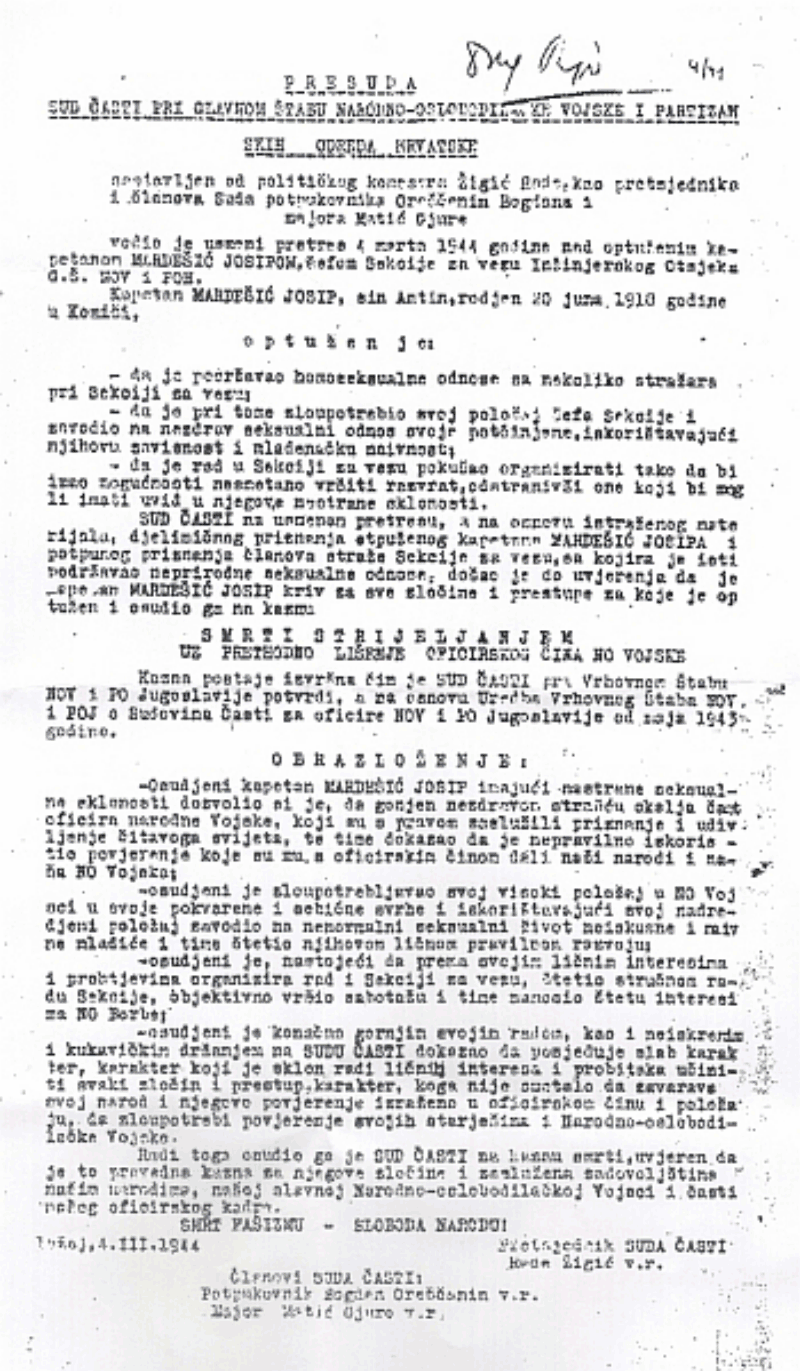
Rozsudek partyzánského válečného soudu z r. 1944: Partyzánský kapitán Josip Mardešíć se shledává vinným z trestného činu homosexuality a odsuzuje se k trestu smrti

### Komunistická éra
V době, kdy se Chorvatsko stalo součástí Socialistické federativní republiky Jugoslávie, byla mužská homosexuální pohlavní aktivita ilegální a trestána až dvouletým vězením podle trestního zákoníku z 9. března 1951. I tak se ale dá říct, že represe homosexuálů definitivně skončila koncem války. Homosexuálům označeným komunisty za „nepřátele státu“ bylo znemožněno vstupovat do Komunistické strany Jugoslávie.
Tato situace se změnila, když Chorvatsko a ostatní republiky získaly větší kontrolu nad svoji legislativou. Ústavní reformy Jugoslávie v r. 1974 zrušily federální trestní zákony a umožnily všem jugoslávským socialistickým republikám mít svůj vlastní právní řád. Chorvatská socialistická republika si své vlastní trestní zákony dovytvořila r. 1977 a dekriminalizovala homosexuální aktivitu. Chorvatská lékařská komora vyškrtla homosexualitu ze seznamu duševních poruch v r. 1973 – čtyři roky před vznikem nového trestního řádu a sedmnáct let před tím, než Světová zdravotnická organizace učinila totéž. Ačkoliv byla Jugoslávie považována za socialistickou zemi, nikdy nespadala pod železnou oponu, což ji činilo relativně otevřenou zemí Východního bloku.
V 80. letech začala viditelnost LGBT komunity razantně stoupat a v r. 1985 se Toni Maroševíć stal první otevřeně homosexuální veřejnou osobou moderující radio show v Omladinski radiu, což mělo za následek nepatrné socio-politické šarvátky. Později uvedl, že byl v Lize komunistů dotazován, zda se pokusí zformovat LGBT frakci ve straně. První lesbická asociace Lila initiative byla v Chorvatsku založená r. 1989, ale ihned o rok později svoji činnost ukončila.

### Postkomunistická éra
90. léta a s nimi související válka v Jugoslávii však vývoj LGBT práv zpomalila. V průběhu chorvatské války za nezávislost většina LGBT Chorvatů, vč. feministek, mírových a environmentálních organizací vedlo kampaň proti válce v Chorvatsku. Po vzniku samostatného Chorvatska r. 1991 byla založená první LGBT asociace LIGMA fungující až do r. 1997, kdy zanikla na pozadí špatného socio-politického klimatu v oblasti LGBT problematiky. Za jediný posun v oblasti LGBT práv lze považovat sjednocení legálního věku způsobilosti k pohlavnímu styku pro obě orientace r. 1998. Situace spíše stagnovala až do r. 2000, kdy se konaly chorvatské parlamentní volby, po nichž zvítězily převážně středo-levicové strany v čele s Ivicou Račanem za HDZ.
Počátek 21. století znamenal ohromný rozmach v chorvatské LGBT historii počínající založením několika LGBT asociací (LORI r. 2000 a ISKORAK r. 2002 byly první), přiznáním práva homosexuálních párů žít v neregistrovaném soužití, kriminalizací veškeré anti-LGBT diskriminace (vč. uznání trestných činů spáchaných z motivu jiné sexuální orientace nebo genderové identity oběti coby zločinů z nenávisti) a konáním prvního festivalu gay pride v Záhřebu r. 2002. LGBT právům se dostávalo podpory několika politických stran, vč. obou přímo zvolených prezidentů. Někteří z nich se dokonce i osobně zúčastňovali festivalů.
10. léta 21. století se vyznačovaly konáním druhého ročníku festivalu hrdosti ve Splitu a třetího v Osijeku po návratu vlády koalice středo-levicových stran po osmileté vládě konzervativní HDZ v letech 2003-11. V r. 2013 se zde konalo chorvatské ústavní referendum r. 2013, které mělo rozhodnout o tom, zda se má nazývat manželstvím pouze svazek muže a ženy a o uzákonění registrovaného partnerství garantujícího homosexuálním párům veškerá práva plynoucí z manželství, mimo adopce..
K vykonání referenda byl dán impuls ze stany organizace „Ve jménu rodiny“ volající po ústavní změně, která by zakazovala stejnopohlavní manželství. V politické kampani hrála klíčovou roli také římskokatolická církev v čele s kardinálem Josipem Bozaníćem, který důrazně trval na tom, aby se lidu připomínalo, že manželství je „jedinečný svazek vedoucí k rozmnožování“. Následně vyvolané referendum se konalo 1. prosince 2013 a chorvatský lid si v něm ústavní změnu odhlasoval. Franko Dota, známý gay aktivista referendum kritizoval a označil jej za „ponížení gay populace a odpor proti vývoji poslední dekády“. Na druhou stranu Stephen Bartulica, podporovatel referenda, zase argumentoval tím, že se jednalo o snahu ukázat, že je v zemi velká opozice proti stejnopohlavnímu manželství a adopcím dětí homosexuálními páry. Premiér Zoran Milanovic nebyl konáním referenda příliš nadšený a okomentoval jej slovy: „Myslím si, že nás toto vůbec nečiní lepšími, chytřejšími a hezčími.

## Veřejné právo
Stejnopohlavní sexuální aktivita byla dekriminalizovaná v r. 1977 s rozdílným věkem způsobilosti pro homosexuály (18 let) a pro heterosexuály (16 let). Ten byl sjednocen v r. 1998 na 14 let pro všechny; později se po přijetí nového trestního zákoníku 1. ledna 2013 zvýšil pro homosexuály i heterosexuály na 15 let. V případě snadno zaměnitelných osob se počítá s limitem tří let.

### Stejnopohlavní soužití
V r. 2003 krátce po konání prvního festivalu LGBT pride přijala vládnoucí koalice složená převážně ze středolevicových stran zákon částečně uznávající stejnopohlavní svazky. Zákon garantuje osobám žijící ve stejnopohlavní společné domácnosti nejméně 3 roky stejná práva jako mají nesezdané heterosexuální páry ve věcech dědictví a vzájemné vyživovací povinnosti. Nicméně možnost adopce nebyla zahrnutá, zrovna tak jako další práva a povinnosti plynoucí z rodinného práva. Namísto přijetí konkrétního zákona se pouze vyřešily výše uvedené záležitosti. Stejnopohlavní svazek tedy nešlo úředně stvrdit a nebyla mu přiznání ani rovná daňová práva, společné vlastnictví, zdravotní pojištění, pozůstalostní důchody atd. Na začátku r. 2005 zamítnul Sabor návrh zákona o registrovaném partnerství předložený poslancem strany SDP Šime Lučin a poslancem bez politické příslušnosti Ivo Banacem. Poslankyně Lucija Čikeš za vládnoucí HDZ vyzvala parlament k odmítnutí návrhu s odůvodněním, že veškerá podstata celého vesmíru i lidské existence závisí na heterosexualitě - od atomu po nejmenší částici, od mouchy ke slonovi. Jiný člen parlamentu za HDZ se k této záležitosti vyjádřil tak, že 85 % populace se hlásí k římskokatolickému vyznání, a že církev rovnost homosexuality s heterosexualitou odmítá.
Nicméně veškerá odborná veřejnost i média tyto postoje odsuzovaly s poukazem na to, že členové Saboru jsou povinni hájit práva občanů garantovaná ústavou, která zakazuje diskriminaci jiných sexuálních orientací.
11. května 2012 se chorvatský premiér Zoran Milanovič rozhodl výrazně zlepšit právní postavení párů stejného pohlaví prostřednictvím nového zákona, který by nahradil tehdejší legislativu o neregistrovaném soužití. Sabor následně tento zákon o životním partnerství 15. července 2014 přijal. Nový zákon zcela zrovnoprávnil homosexuální páry ve všech právech a povinnostech, vyjma rodičovství a adopce.
První životní partnerství uzavřeli v Záhřebu 5. září 2014 dva muži. Do roku po přijetí zákona o životním partnerství jej uzavřelo 80 párů.

### LGBT adopce
Chorvatsko nepřiznává homosexuálním párům rovná adopční práva. Nicméně životní partner se může stát poručníkem dítěte svého protějšku. Homosexuální svobodný jednotlivec smí osvojit.

#### Poručenství partnera rodiče a výkon rodičovské zodpovědnosti
Zákon o životním partnerství garantuje partnerovi rodiče získat vůči svému nevlastnímu dítěti rodičovská práva a povinností prostřednictvím institutu přechodného a trvalého poručenství. Díky tomuto můžou rodiče nebo jeden rodič svěřit své dítě do přechodného poručenství svého životního partnera, a tím na něj přenést svá rodičovská práva. Pokud tato situace má trvat déle než 30 dní, musí být tento právní akt stvrzen notářem. V situacích, kdy rodič nebo rodiče přenesou svá rodičovská práva a povinnosti na svého životního partnera, jsou všichni povinni se podílet na jeho výchově a v souladu s dobrem a nejlepším zájmem dítěte se kolektivně rozhodovat na podstatných záležitostech jeho života. V případě rozvodu má právo bývalý životní partner (nevlastní rodič) právo na styk se svým poručencem, pokud opatrovnický soud dojde k závěru, že je to z hlediska nejlepšího zájmu dítěte prospěšně.
Institut poručenství partnera je mechanismus upravený v zákoně o životním partnerství, který umožňuje životnímu partnerovi rodiče získat trvalá rodičovská práva vůči svému nevlastnímu dítěti, a je tudíž velmi podobný institutu přiosvojení. Pokud biologický rodič dítěte zemře spolu s druhým rodičem, anebo pokud je druhý rodič neznámý, případně je omezen ve výkonu rodičovské zodpovědnosti, pak tento právní vztah mezi poručníkem a poručencem zůstává, případně o něm ještě může dodatečně rozhodnout opatrovnický soud. Partner rodiče může také požádat o vznik poručenství, pokud biologický rodič souhlasí, a druhý je buď neznámý, anebo omezen ve výkonu rodičovské zodpovědnosti.
Poručenství garantuje partnerovi výkon plné rodičovské zodpovědnosti zrovna tak jako přiosvojení a je zaznamenáno v rodném listě dítěte, kde je poručník přímo zmíněný. Poručník je ve vztahu k poručenci v trvalém vztahu blízké osoby jako, kdyby byl jeho rodič. První případ vzniku takového právního vztahu byl zaznamenán v červenci 2015.

### Zákony o změně pohlaví
Změna pohlaví je v Chorvatsku přípustná s možností vydání nového rodného listu. Až do června 2013 obnášela změna pohlaví záznam v rodném listu o chirurgickém zákroku. Nicméně 29. května 2012 oznámila chorvatská vláda, že podnikne důležité kroky k ochraně transsexuálů a transgender. Podle nového zákona nesmí být podstoupená operativní změna již nadále zaznamenávána v rodném listě s tím, že takové informace jsou citlivé, a že by měly míst status důvěrnosti. Toto se týká i těch, kteří ještě nepodstoupili chirurgickou změnu, ale mají za sebou již hormonální terapii. Tento nový zákon navrhla koalice Kukuriku již v r. 2010, kdy byla opoziční stranou, ale vládnoucí pravicová HDZ jej odmítla. Nový zákon se stal účinný 29. června 2013.

### Homosexuální páry a přístup k asistované reprodukci
V r. 2009 přijala vládnoucí HDZ kontroverzní zákon povolující přístup k asistované reprodukci pouze manželským a heterosexuálním párům, které prokáží, že žijí ve společné domácnosti nejméně tři roky. Strana se zpočátku snažila přístup k tomuto zákroku omezit pouze na manželské páry, ale z důvodu silného odporu ustoupila a umožnila jej i nesezdaným heterosexuálním párům. Katolická církev aktivně podporovala první návrh s argumentací, že by asistovaná reprodukce měla aplikovat pouze na manželské páry. Chorvatské demokratické společenství se prezentuje jako křesťanskodemokratická strana. Ministr zdravotnictví a sociální péče Darko Milinović indikoval, že vláda k této věci zaujímá ryze církevní postoj.
V prosinci 2011 deklarovala nově zvolená vládní koalice Kukuriku ve svých prioritách modernizaci zákona o asistované reprodukci. Součástí těchto inovací bylo i zpřístupnění této procedury svobodným ženám. Další změny se týkaly zmražování embryí a fertilizace vajíček. Katolická církev se proti tomu ostře postavila s tím, že se ale odmítá takových absurdních veřejných diskusí vůbec zúčastňovat, ačkoliv by to mělo spadat do jejích morálních povinností. Následně vypsala petici proti nové legislativě. Ministr zdravotnictví Rajko Ostović se jí však odmítl zabývat. „Zákony budou přijaty nekompromisně,“ prohlásil. „Být gay je v pořádku!“, takto odpověděl Ostojić na otázku ohledně přístupu lesbických párů k asistované reprodukci.
13. července 2012 byl nový zákon přijat v parlamentu. 88 poslanců hlasovalo pro, 45 proti a 2 se zdrželi. Poslanci HNS, kteří byli taktéž členy vládnoucí koalice chtěli do nového zákona explicitně zahrnout i lesbické páry. K odmítavému postoji v Saboru vyjádřili zklamání. Vláda se k tomu vyjádřila tak, že legislativa má řešit výhradně problém neplodnosti.

### Anti-diskriminační zákony

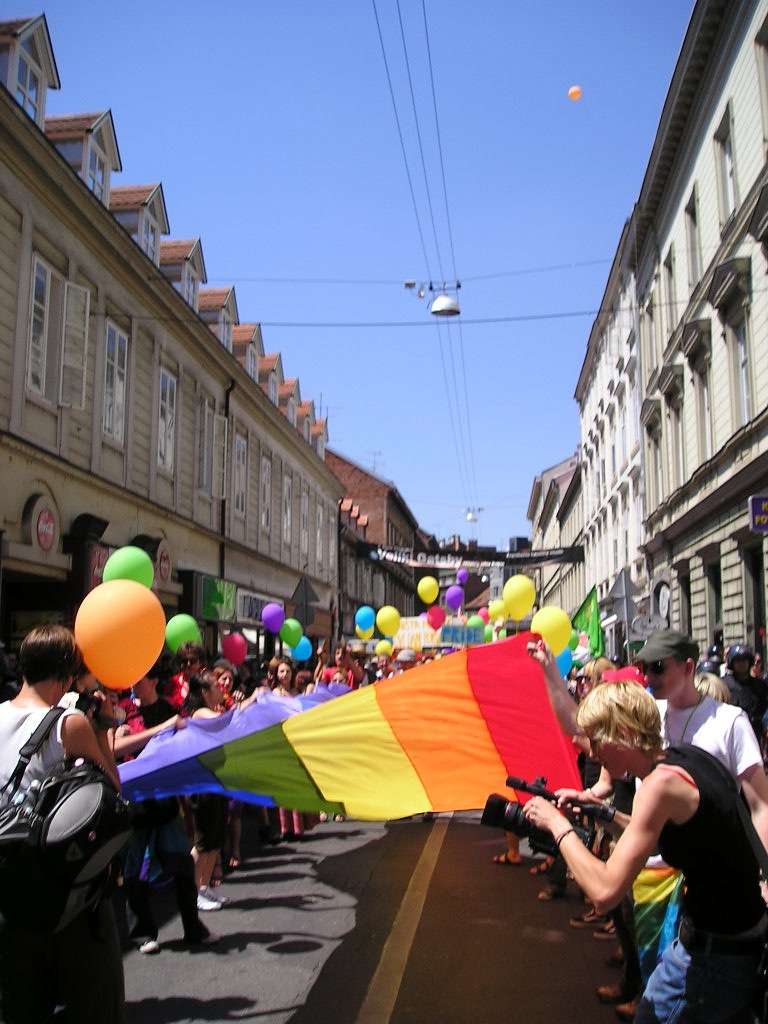
Zagreb Pride 2007

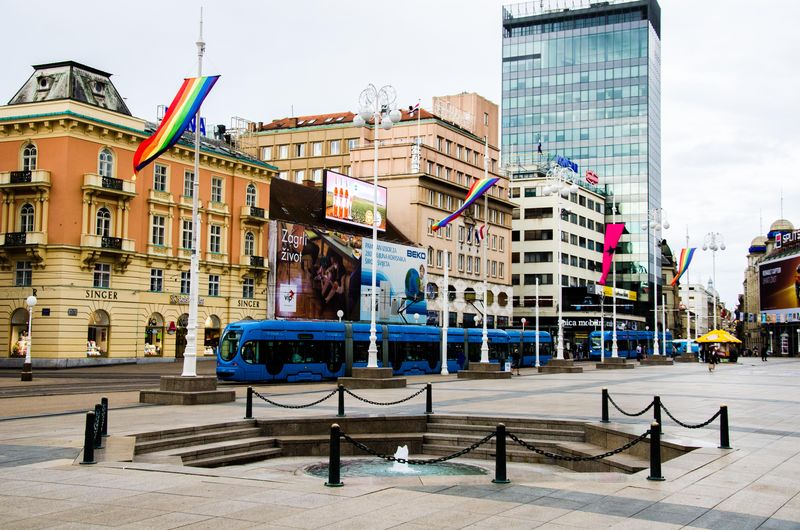
LGBT vlajky v záhřebských ulicích během konání týdenního festivalu Zagreb Pride.

Anti-diskriminační zákony zahrnují sexuální orientaci a genderovou identitu do diskriminačních důvodů pro přístup k veřejným i soukromým službám a styk s úřady.
Jiné anti-diskriminační směrnice se od r. 2003 promítají i do dalších právních předpisů:
- Trestní zákoník (zahrnuje legislativu proti zločinům z nenávisti, rasovou a jinou diskriminaci);
- Zákon o rovnosti pohlaví;
- Zákon o trestním řízení;
- Zákon o vědě a vysokých školách;
- Zákon o médiích;
- Zákon o elektronických médiích (homofobní a transfobní diskriminace);
- Zákon o životním partnerství
- Zákoník práce;
- Zákon o sportu;
- Zákon o azylu
- Zákon o dobrovolnictví (homofobní a transfobní diskriminace)

V r. 2009 našla část Evropské komise pro sociální práva několik diskriminačních textů v učebnici biologie, která je součástí povinné literatury na chorvatských školách. Bylo rozhodnuto, že odporují chorvatským závazkům vyplývajícím z Evropské sociální charty.
V listopadu 2010 došla Evropská komise při příležitosti každoročního zhodnocení situace v Chorvatsku, tehdy ještě kandidátské země pro vstup do EU, k závěru, že by mělo efektivněji bojovat s homofobně motivovanými trestnými činy, jelikož v něm byl statisticky zaznamenán vysoký počet takových incidentů. Rezoluce Evropského parlamentu z r. 2010 vyjádřila pohoršení „nad záští“ chorvatské veřejnosti k LGBT minoritě a homofobně motivovanými útoky na účastníky pochodu LGBT hrdosti v Záhřebu. Urgovala, aby chorvatští politici nejen odsoudili takové chování, ale aby i přijali okamžitá opatření. V poslední větě vyzývala chorvatskou vládu k přijetí anti-diskriminačního zákona.
V červenci 2012 řešil městský soud v Varaždinu případ homofobní diskriminace profesora fakulty organizace a informatiky záhřebské univerzity. Případ byl první soudní kauzou posuzovanou na základě platného anti-diskriminačního zákona. Soud došel k závěru, že se jednalo o diskriminaci a pracovní šikanu, a že by měla fakulta přestat s dalším přehlížením profesorovy odborné činnosti.
1. března 2013 oznámil ministr vědy, vzdělávání a sportu Željko Jovanović, že během své vlády odstraní veškerou homofobní rétoriku z učebnic používaných na základních a středních školách. Jeho slova směřovala převážně na literaturu s náboženským obsahem (hodiny náboženství nejsou v Chorvatsku součástí povinné výuky).
V březnu 2014 udělilo Chorvatsko první azyl osobě pronásledované kvůli jiné sexuální orientaci – mladému muži z Ugandy, který emigroval ze své vlasti kvůli přijetí anti-homosexuálního zákona.

## Životní podmínky
Hlavní město Záhřeb je centrem největší gay scény v zemi, včetně několika gay klubů, barů a jiných míst, která mají status gay friendly. Taktéž se jedná o místo vzniku prvního chorvatského LGBT centra a organizace „Queer Zagreb“, která kromě svých jiných dalších aktivit podporuje rovnoprávnost prostřednictvím festivalu Queer Zagreb, Queer MoMenti (měsíc trvající filmový festival v LGBT biografu). Druhé chorvatské LGBT centrum bylo oficiálně otevřeno 24. května 2014 ve Splitu a třetí v Rijece 16. října 2014 pod názvem LGBTIQ+ Druga Rijeka. Dalšími místy, kde se konají LGBT párty, a v nichž se nachází gay friendly místa jako jsou bary, kluby a pláže jsou Rijeka, Osijek, Hvar, Rab, Rovinj, Dubrovník atd.

### LGBT hrdost a jiné události

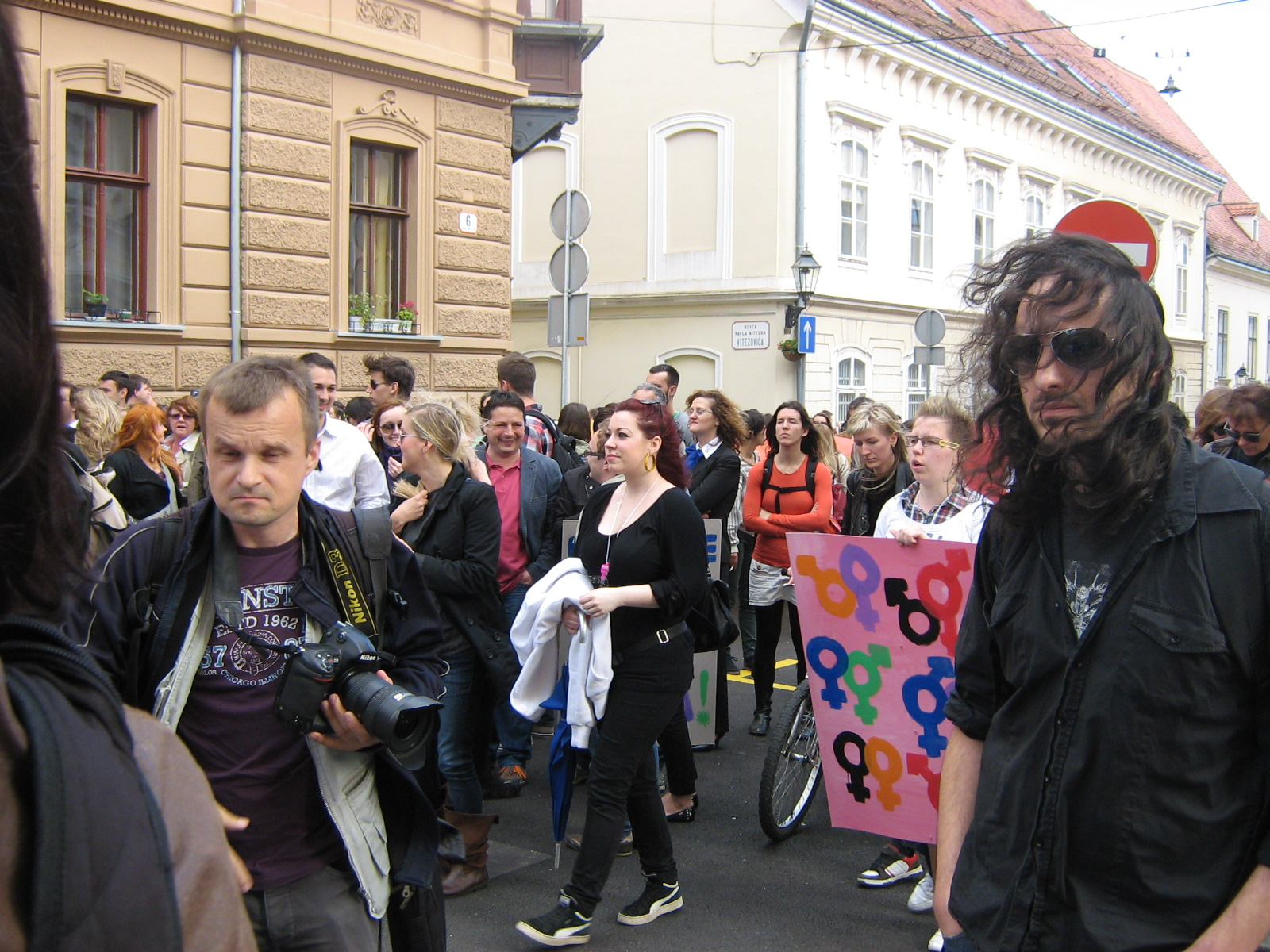
Pochod za rovnost manželství, 2013

#### Zagreb Pride
První pochod hrdosti se v Chorvatsku konal 29. června 2002 v hlavním městě Záhřebu. Veřejná podpora roste zrovna tak jako počet účastníků rok, co rok. Nicméně pochody se setkaly i s násilným veřejným odporem. V r. 2006 měl pochod regionální charakter. Směřoval na ty, kteří pocházejí ze zemí, kde je konání takových manifestací zakázané. Manifestace v r. 2011 byla tou dobou největším veřejným shromážděním v Chorvatsku a obešla se bez násilí. Byl zaznamenán pokles policistů dohlížejících na bezpečnost během konání celé akce ve srovnání s dřívějšími ročníky. V r. 2013 se jednalo o zatím největší akci s 15 000 zúčastněnými.

#### Split Pride
První pochod LGBT hrdosti se ve Splitu konal 11. června 2011. Ten se však neobešel bez násilných protestů, během nichž muselo být několik účastníků odvedeno do bezpečí. Důsledkem incidentu byla zřejmě nedostatečně zajištěná bezpečnost. Několik stovek anti-gay protestujících bylo zatčeno a celý průvod byl přerušen. Brzy poté vyjádřilo několik místních médií podporu LGBT účastníkům, včetně těch, kteří se hodlali zúčastnit nadcházejícího pochodu Zagreb Pride. Druhý pokus o konání v r. 2012 byl mnohem úspěšnější, poté co získal podporu chorvatských médií, národních celebrit a politiků. Akce se zúčastnilo pět ministrů a dalších osobností. V r. 2013 se pochod obešel bez sebemenších incidentů a poprvé se jej zúčastnil i starosta.

#### Osijek Pride
První pochod LGBT hrdosti se v Osijeku konal 6. září 2014. Zorganizovala jej osijecká LGBT asociace LiberOs. Proběhl bez incidentů a zúčastnilo se jej cca 300 lidí. Mezi účastníky byli také ministr ekonomie, srbští a řečtí LGBT aktivisté.

#### Jiné pochody
9. června 2012 pochodovalo několik účastníků Rijekou, třetím největším chorvatským městem. Pochod byl zorganizován na podporu Split Pride.
27. května 2013 se asi 1500 lidí zúčastnilo záhřebského pochodu na podporu manželské rovnosti, který začínal v parku Zrinjevac da končil na Náměstí Svatého Marka, před sídlem chorvatské vlády, chorvatským parlamentem a Ústavním soudem.
30. listopadu 2013 den před konáním ústavního referenda pochodovalo asi 1000 lidí Záhřebem na podporu manželské rovnosti. Podobné akce se konaly také v Pule, Splitu a Rijece. Zúčastnilo se jich dohromady 100 lidí.

## Politika

### Příznivci LGBT práv

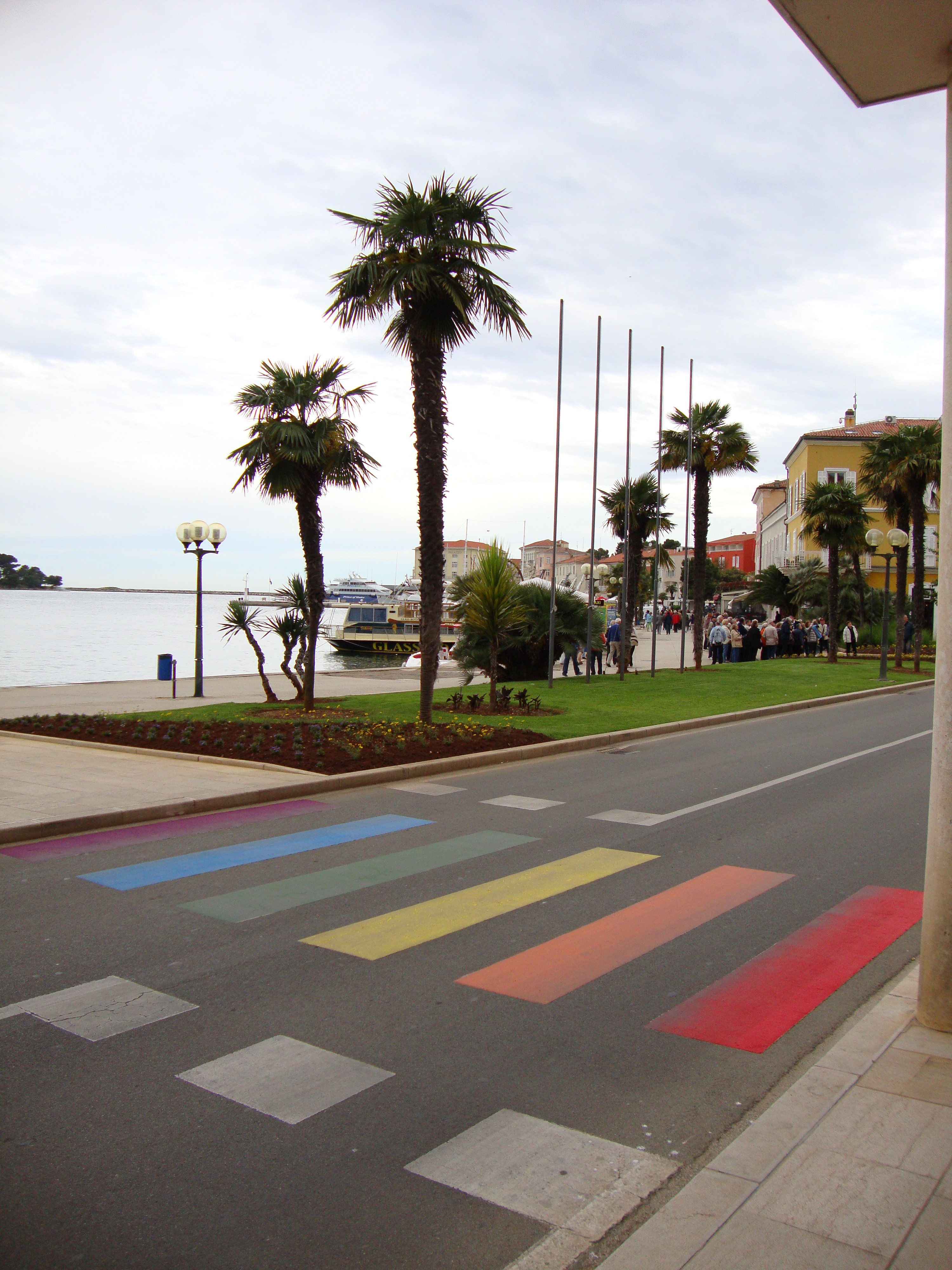
Duhový přechod pro chodce v Poreči při příležitosti Mezinárodního dne proti homofobii, 2014.

Bývalý chorvatský prezident Ivo Josipović patřil spolu s několika dalšími populárními osobnostmi a středo-levicovými stranami jako jsou SDP, HNS, HSLS a ORaH a Strana práce mezi hlavní podporovatele plného zrovnoprávnění LGBT komunity. Po svém zvolení se Josipović několikrát setkal s několika LGBT asociacemi. 1. června 2012 vyjádřil v médiích veřejnou podporu konání festivalu Split Pride 2012 a další expanzi LGBT práv. Taktéž odsoudil veškeré násilnosti, k nimž během konání předchozího ročníku. „Takové věci jsou neomluvitelné a já pevně doufám, že se letošní Split Pride obejde bez podobného scénáře,“ řekl Josipović. V říjnu 2013 slavnostně uvítal na recepci v prezidentském paláci nově zvoleného finského velvyslance a jeho partnera.
Vesna Pusićová, členka HNS, je v rámci chorvatské LGBT komunity taktéž velmi oblíbená. Na rozvoji LGBT práv se v době svého působení v několika vládách aktivně podílela. Bývalá členka SDP, současná předsedkyně ORaH a bývalá ministryně životního prostředí a ochrany přírody v koalici Kukuriku Mirela Holiová byla taktéž dlouhodobou podporovatelkou LGBT práv a účastnicí několika festivalů LGBT práv.
Dalšími příznivci LGBT práv v Chorvatsku jsou Rade Šerbedžija, Igor Zidić, Slavenka Drakulićová, Vinko Brešan, Severina Vučković, Nataša Janjićová, Josipa Lisacová, Nevena Rendeliová, Šime Lučin, Ivo Banac, Furio Radin, Darinko Kosor, Iva Prpić, Đurđa Adlešič, Drago Pilsel, Lidija Bajuk, Mario Kovač, Nina Violić, vdova po bývalém premiérovi Račanovi Dijana Pleštinová, Maja Vučić, Gordana Lukač-Koritnik, E.N.I. popová skupina atd.
Damir Hršak, člen Strany práce, gay a dlouholetý LGBT aktivista, je první otevřeně homosexuální politik, který taktéž kandidoval u příležitosti chorvatských voleb do Evropského parlamentu konaných v dubnu 2013. Ve své politické kampani kritizoval vládnoucí koalici Kukuriku za nedostatečnou pozornost LGBT komunitě a slíbil, že jeho strana bude bez ústupků tato práva, včetně práva na uzavření sňatku, prosazovat.
Přiznávání určitých práv homosexuáním párům podporují i někteří konzervativci jako je například Ruža Tomašićová a současná chorvatská prezidentka Kolinda Grabarová Kitarovićová. Ta je sice proti stejnopohlavnímu manželství, ale zákon o životním partnerství podporuje a považuje jej za rozumný kompromis. Sexuální menšiny podpořila i ve svém inauguračním projevu a řekl, že by podpořila svého syna, kdyby byl gay. Během referenda v r. 2013 hlasovala bývalá konzervativní premiérka Jadranka Kosorová pro jeho přezkoumání Ústavním soudem a proti změně ústavy. Z její strany se jednalo o radikální změnu názoru, neboť právě její dřívější názory na homosexualitu a stejnopohlavní manželství, jakož i veškerou expanzi LGBT práv, byly natolik nepříznivé, že jí byla dokonce udělená i anticena „homofob roku“, když v r. 2010 řekla, že je homosexualita proti přírodě, a že by se stejnopohlavní manželství nemělo nikdy legalizovat. Taktéž podporuje zákon o životním partnerství. 16. června 2011 vyjádřilo 73 profesorů a asociací Právnické fakulty v Záhřebu prohlášení o podpoře iniciované profesorem Mihajlem Dikou konání festivalu Zagreb Pride 2011 a všech autorit, které budou efektivně a zodpovědně bojovat proti jakýmkoli přístupům, jež by mohly ohrozit rovná a základní práva chorvatských občanů. Taktéž odsoudili chování chuligánů a vandalů, kteří napadali účastníky festivalu Split Pride 2011.

### Odpůrci LGBT práv
|                                                                                |                                                                |
| Propagační leták vyzývající k hlasování'Pro' Každé dítě potřebuje mámu a tátu! | Propagační leták vyzývající k hlasování 'Proti' Hlasuji proti! |

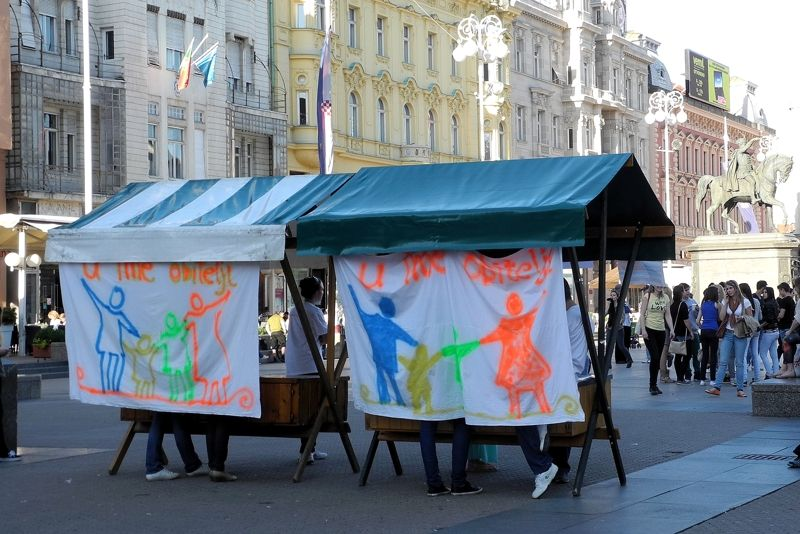
Dobrovolníci sbírající podpisy za vypsání ústavního referenda, Záhřeb 2013.

Výsledky referenda podle župy.

Největší chorvatská konzervativní strana HDZ zastává ve věci LGBT práv stále odmítavý postoj. Poslanci za HDZ hlasovali jak proti přijetí zákona o neregistrovaném soužití, tak i proti zákonu o životním partnerství. Po získání nezávislosti získala HDZ v 6 z 8 parlamentních voleb (1992, 1995, 2003, 2007, 2015 a 2016) většinu v Saboru. Strana každopádně podpořila přijetí několika zákonů proti homofobní a transfobní diskriminaci, které tvoří součást podmínek členství v EU. Chorvatská demokratická aliance Slavonije a Baranje (HDSSB), je regionalistická a pravicová populistická strana zformovaná v r. 2006 a odmítající LGBT práva. Během parlamentní debaty na téma zákona o životním partnerství se poslanec HDSSB Dinko Burić vyjádřil takto: „Pro nás pro všechny není v pořádku být gay!“ Zároveň dodal, že takto zní politika jeho strany ve věci otázky LGBT práv. Přesto poslanci HDSSB podpořili referendum v r. 2013 se slovy „PRO“ na svých laptopech v parlamentu. V reakci na to se rozhodl předseda HDSSB Dragan Vulin v rámci parlamentních voleb 2016 vyjádřit podporu zcela rovným právům homosexuálních párů, vyjma adopce dětí.
Ruža Tomašić, předsedkyně Chorvatské konzervativní strany, se vymezila proti stejnopohlavnímu manželství s poukazem na převážně katolické vyznání chorvatské populace. Zároveň ale podpořila rovná práva párů stejného pohlaví, vyjma adopcí. Její bývalý zástupce ze Strany práv Dr. Ante Starčeviće na to řekl, že tento chorvatský politik zvolený v 19. století se po vzniku své strany taktéž nevymezoval proti LGBT právům, a že by tudíž strana měla podpořit stejnopohlavní manželství. Jeho slova směřovala na mládežnickou část strany organizující anti-gay protest. Skupina na Kovačevićův odpor zareagovala otevřeným dopisem deklarujícím její rozhořčení.
Římskokatolická církev je v Chorvatsku předním a hlasitým odpůrcem rozšiřování LGBT práv. Po konání prvního pochodu LGBT hrdosti ve Splitu v r. 2011 se někteří katoličtí duchovní pokoušeli ospravedlňovat násilí, k němuž při této příležitosti docházelo. „Dostali, co si zasloužili,“ tak se vyjádřil k napadeným účastníkům Dr. Adalbert Rebić. Spolu s ním požadoval Ante Mateljan, profesor katolické teologické univerzity, po lynčování účastníků.
Katolická církev se angažovala i na poli politickém, zejména veřejnou a hlasitou podporou konání referenda v r. 2013 o definici manželství, jehož účelem bylo potvrzení existujícího zákazu manželství mezi osobami stejného pohlaví. Aktivně se podílela na sbírání podpisů pod petici za změnu ústavy. Kardinál Josip Bozanić vyjádřil podporu navržené novele ústavy v dopise, který sám o sobě přečetl ve všech kostelech, v nichž kázal. Stálo v něm, že heterosexuální manželství je jediným institutem, který zaručuje přirozené plození dětí, a který si proto zaslouží úctu.
Iniciátorem referenda v r. 2013 byla konzervativní skupina „Ve jménu rodiny“, založená ve stejném roce. Skupina odmítá jak stejnopohlavní manželství, tak i jakékoli jiné právní úpravy stejnopohlavních svazků. Željka Markičová, jedna z nejvýraznějších členů skupiny, odmítá zákon o životním partnerství s tím, že se v podstatě jedná o stejnopohlavní manželství pouze pod jiným názvem, a že tudíž odporuje ústavě. Za nejproblematičtější a nejkontroverznější část zákona považuje poručenství partnera. Ministr administrativy Arsen Bauk na to odpověděl, že se vláda nehodlá zabývat změnou zákona v této části. Zdůraznil rovněž, že Ústavní soud sice potvrdil jasnou definici manželství jako trvalého svazku jednoho muže a jedné ženy, ale že ústava neobsahuje žádné ustanovení, které by zakazovalo jakákoli jiné právní úpravy stejnopohlavního soužití odlišné od manželství.

## LGBT turismus
Chorvatsko patří mezi gay friendly turistické destinace zejména v oblasti jadranského pobřeží a ostrovů Hvar a Rab. Rab je znám jako ryze naturistická a gay friendly destinace. Hvar rovněž patří mezi místa, která jsou magnetem homosexuálních turistů.
V červnu 2012 chorvatský ministr cestovního ruchu Veljko Ostolić oficiálně oznámil, že gay turisté přinášejí chorvatské ekonomice velké zisky, a zároveň vyjádřil svoji podporu festivalu Split Pride.
Podle výsledků chorvatského referenda 2013 je patrné, že mezi nejliberálnější města patří ty na pobřeží Istrie. Především Labin a jeho místní část Rabac, Pula, Rovinj či Umag. Mezi další města, která hlasovala z více než 50 % proti manželství vymezeném pouze mezi mužem a ženou patří například Rijeka a okolí, Varaždin či centrum Zagrebu.

## Veškeré zákony týkající se LGBT osob
| Legální stejnopohlavní styk                                                             | (1977)                                                   |
| Stejný věk legální způsobilosti k pohlavnímu styku pro obě orientace                    | (1998)                                                   |
| Anti-diskriminační zákony v zaměstnání                                                  | (2003)                                                   |
| Anti-diskriminační zákony v přístupu ke zboží a službám                                 | (2003)                                                   |
| Anti-diskriminační zákony v ostatních oblastech (homofobní urážky, zločiny z nenávisti) | Yes                                                      |
| Stejnopohlavní manželství                                                               | (Ústavní zákaz od r. 2013)                               |
| Neregistrované soužití                                                                  | (2003)                                                   |
| Registrované partnerství                                                                | (2014)                                                   |
| Adopce dítěte partnera                                                                  | / (Institut poručenství vůči dítěti partnera od r. 2014) |
| Společná adopce stejnopohlavními páry                                                   | No                                                       |
| Gayové a lesby můžou otevřeně sloužit v armádě                                          | Yes                                                      |
| Možnost změny pohlaví                                                                   | Yes                                                      |
| Přístup k umělému oplodnění pro lesbické ženy                                           | No                                                       |
| Náhradní mateřství pro gay páry                                                         | No                                                       |
| MSM smějí darovt krev                                                                   | No                                                       |